# Maştağa
Maştağa est une ville d'Azerbaïdjan. Elle aurait en 2008 près de 42 000 habitants.

## Personnalités
- Mammed Mammadyarov (1922–1927)
- Yashar Nuri, artiste
- Alibaba Mammadov, artiste
- Salam Kadirzadeh, écrivain, journaliste
- Boyukaga Gasimzadeh